# Catocala tokui
Catocala tokui là một loài bướm đêm thuộc họ Erebidae. Nó được tìm thấy ở Nhật Bản (Honshu, Kyushu, Tsushima, Yakushima) và Đài Loan.
Sải cánh dài khoảng 47 mm.